# 千光寺 (嘉義縣)
23°26′21″N 120°24′58″E / 23.439190°N 120.416244°E
千光寺是臺灣嘉義縣水上鄉的一座佛寺，創建於清道光年十五年（1835年），至今已有百年的歷史。

## 沿革
千光寺是由龍華齋教齋友葉清欽建立，千光寺最初稱為善德堂，1968年改名為千光寺。1853年、1868年、1908年、1932年曾有四次的修繕。後因為地理位置較小，1966年購買現在的土地重建。1972年重建完工。
千光寺位於嘉義水上鄉，是當地居民的聚會場所。
千光寺大雄寶殿內供奉釋迦牟尼佛，左右隨侍為阿難尊者、迦葉尊者。
大殿牆上有一偈言為：「柳枝滌甘露普潤含生明自性，林靄繞梵音頻傳釋教度迷流。」

## 歷代住持
明淨法師：是本寺開山法師，俗名：李件，臺南縣人，1919年在臺南開元寺出家。
金淨法師：寺廟落成後第一任主持，在1959年接任。俗名：盧緣，竹溪寺捷圓和尚為其師父亦為金淨法師剃度。
普妙和尚：第二任住持。
密定法師；第三任住持，1993年接任，俗名：郭錦，雲林縣水林鄉人，妙法師為其師父，19歲出家，在臺中寶覺寺受具足戒。

## 活動
千光寺活動有：元月拜千佛，四月浴佛節法會，七月盂蘭盆法會，十一月則會舉辦園遊會，佛七會選在十月或十一月舉辦，平常星期日上午共修，星期六晚上有佛學課程。

## 外部連結
- 千光寺的Facebook專頁